# Distretto di Suzhou
Il distretto di Suzhou (肅州區S, Sùzhōu QūP) è un distretto della Cina, situato nella provincia del Gansu.